# Meerbeck
Meerbeck est une municipalité allemande du land de Basse-Saxe et de l'arrondissement de Schaumbourg.

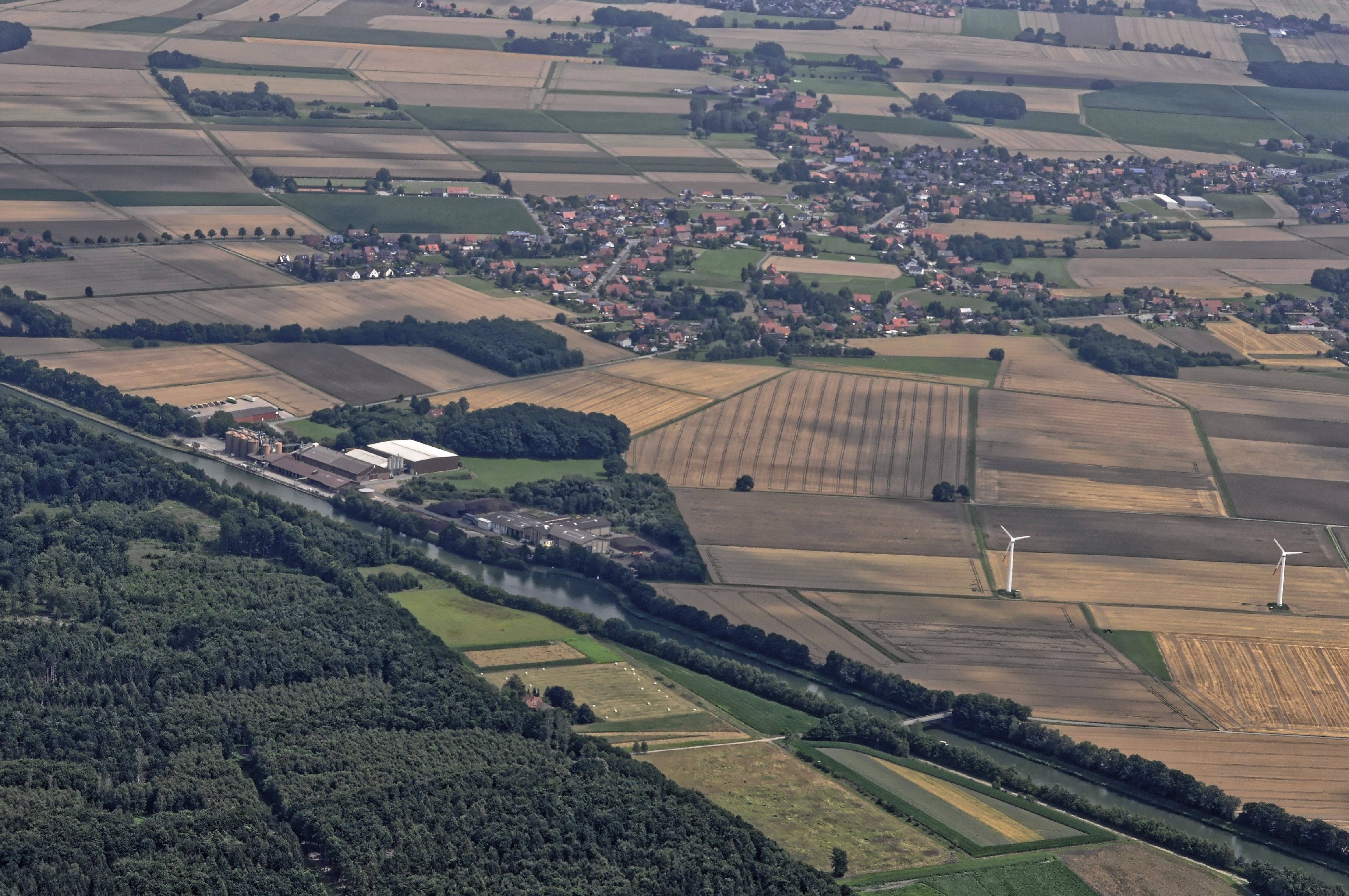
Vue aérienne de Meerbeck (à droite de la photo).